# Motella (Borgo San Giacomo)
Motella è una frazione del comune italiano di Borgo San Giacomo, in provincia di Brescia.
Costituì comune autonomo insieme alla frazione di Padernello dal 1816 al 1859

## Storia
Possedimento di antiche origini, governato dalla nobile famiglia dei Martinengo tra cui possiamo trovare Leandro Martinengo della Motella

## Monumenti e luoghi d'interesse
- Castello della Motella
- Mulino Martinengo
- Parrocchia dei Santi Fabiano e Sebastiano[3] risalente al XVI secolo.

### Castello della Motella
La parte più antica del castello di Motella (costruito probabilmente nel 1395) si sviluppava su un regolare perimetro rettangolare alzandosi in due piani, con un ampio attico superiore. Era circondato da un fossato alimentato dalla roggia Mulino. Aveva la facciata ad est affrescata, facciata che venne poi coperta verso il 1542 con un porticato con piano nobile. Nel Cinquecento e nel Seicento il castello venne ampliato oltre che ad est anche a sud. Ridotto poi negli ultimi decenni a magazzino e deposito, venne in parte restaurato nella copertura nel 1981.

### Chiesa parrocchiale dei Santi Fabiano e Sebastiano
La chiesa parrocchiale venne costruita fra la fine del Quattrocento e gli inizi del Cinquecento. Di essa, in parte demolita nel 1770 e completamente distrutta sulla fine del 1800, rimangono solo alcuni frammenti architettonici. Ricostruita a partire dal 1770, la chiesa parrocchiale 
nuova veniva inaugurata nel 1780. Sembra che l'architetto fosse il celebre abate Antonio Marchetti.